# Cataulacus latissimus
Cataulacus latissimus é uma espécie de formiga do gênero Cataulacus, pertencente à subfamília Myrmicinae.